# Dum Maro Dum
«Dum Maro Dum» — песня из индийского фильма «Брат и сестра» 1971 года, исполненная Ашей Бхосле совместно с Ушей Утхуп и хором. Текст песни был написан Анандом Бакши, музыку сочинил Рахул Дев Бурман.
Песня была хитом в 1970-х и сейчас остаётся популярной в Индии.
За её исполнение Аша Бхосле была отмечена Filmfare Award за лучший женский закадровый вокал.

## Интересные факты
Песню можно услышать в игре Grand Theft Auto: Liberty City Stories на радио Del Mundo.
Ремикс на песню, арранжированный композитором Притамом, звучит в одноименно фильме режиссёра Рохана Сиппи, который официально приобрел права на эту композицию.